# Phyllophila eremita
Phyllophila eremita är en fjärilsart som beskrevs av Bang-haas 1912. Phyllophila eremita ingår i släktet Phyllophila och familjen nattflyn. Inga underarter finns listade i Catalogue of Life.